# Diga di Uluköy
La diga di Uluköy è una diga della Turchia. Si trova nella provincia di Amasya.